# 山内土渕
山内土渕（さんないつちぶち）は、秋田県横手市の大字。郵便番号は019-1108。人口は1,087人、世帯数は359世帯（2020年10月1日現在）。

## 地理
横手市東部、山内地域の中央西部に位置しており、東で山内大松川、東と南で山内平野沢、西と北で山内大沢と隣接する。
横手市役所山内庁舎（山内地域局）などが所在する、山内地域の中心市街地となっている。
国道107号及びJR北上線が東西に横断しており、相野々駅や道の駅さんないといった附属施設もある。

### 河川
- 横手川

### 湖沼
- 鶴ヶ池

### 小字
- 字板井沢（いたいざわ）
- 字岩瀬（いわせ）
- 字軽井沢（かるいざわ）
- 字君ヶ原（きみがはら）
- 字小坂（こさか）
- 字小田（こだ）
- 字小目倉沢（こめくらさわ）
- 字皿木下段（さらぎげだん）
- 字皿木上段（さらぎじょうだん）
- 字皿木（さらぎ）
- 字茂竹（しげたけ）
- 字下虫内（しもむしない）

- 字菅生（すごう）
- 字土渕（つちぶち）
- 字鶴ケ池（つるがいけ）
- 字道地（どうち）
- 字内渕（ないぶち）
- 字中島（なかじま）
- 字二瀬（にぜ）
- 字根子（ねこ）
- 字野中（のなか）
- 字平石下段（ひらいしげだん）
- 字平石上段（ひらいしじょうだん）
- 字虫内（むしない）

## 世帯数と人口
2020年（令和2年）10月1日現在の世帯数と人口は以下の通りである。
| 丁目     | 世帯数  | 人口    |
| -------- | ------- | ------- |
| 山内土渕 | 359世帯 | 1,087人 |

### 人口の推移
以下は国勢調査による1995年（平成7年）以降の人口の推移。
| 年                 | 人口  |
| ------------------ | ----- |
| 1995年（平成7年）  | 1,441 |
| 2000年（平成12年） | 1,345 |
| 2005年（平成17年） | 1,280 |
| 2010年（平成22年） | 1,323 |
| 2015年（平成27年） | 1,176 |
| 2020年（令和2年）  | 1,087 |

## 小・中学校の学区
市立小・中学校に通う場合、学区（校区）は以下の通りとなる。
| 番地 | 小学校             | 中学校               |
| ---- | ------------------ | -------------------- |
| 全域 | 横手市立山内小学校 | 横手市立横手南中学校 |

## 交通

### 鉄道

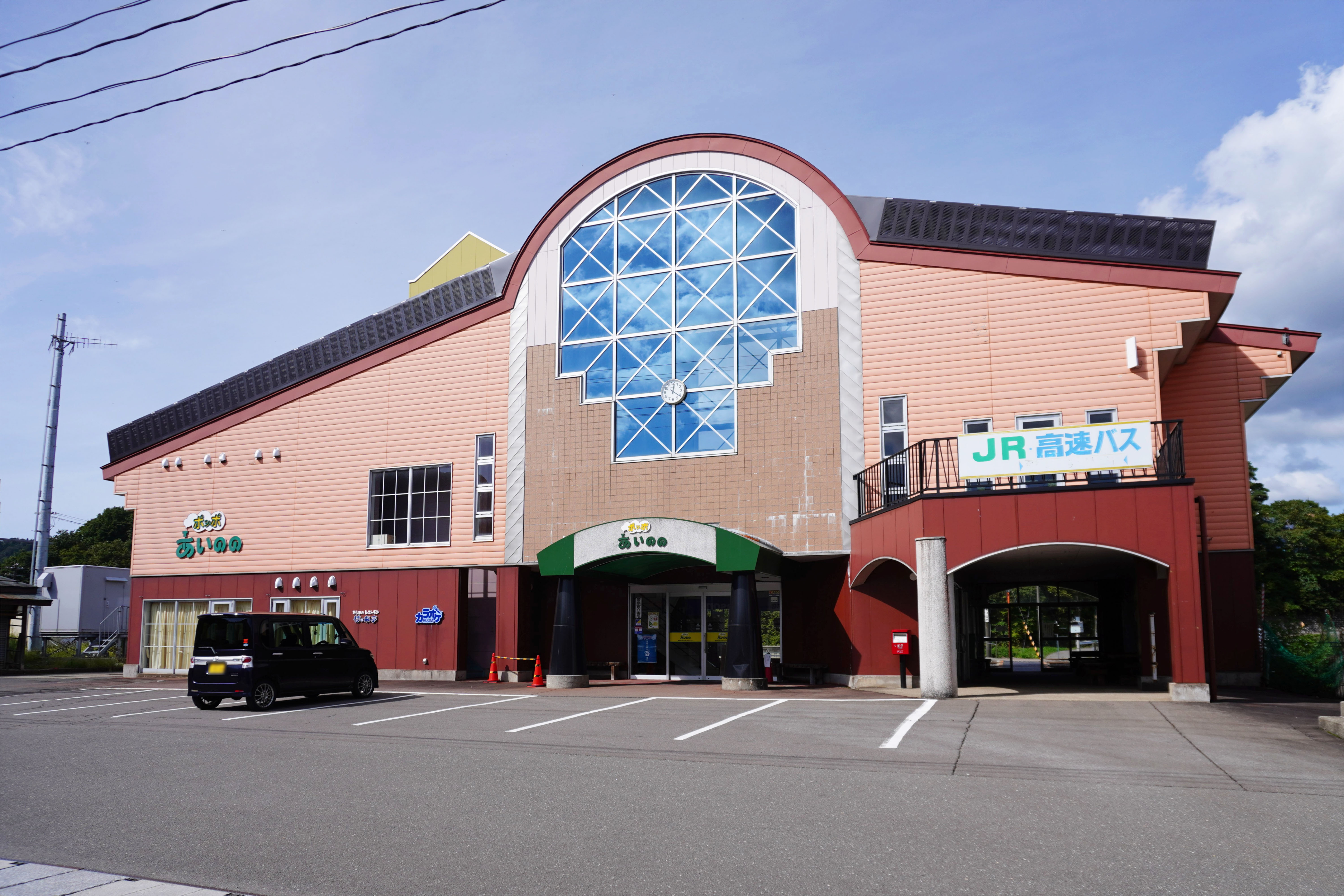
相野々駅

東日本旅客鉄道
- 北上線
  - 相野々駅

2022年3月までは平石駅が存在した。

### 道路
- 国道107号
  - 道の駅さんない
- 秋田県道40号横手東成瀬線（主要地方道）

## 施設
- 横手市役所山内庁舎（山内地域局）
- 横手市消防署 山内分署
- 鶴ヶ池公園
  - あいのの温泉 鶴ヶ池荘
- 山内テニスコート
- 横手市立山内小学校
- 旧横手市立山内中学校（山内スカイスクール）

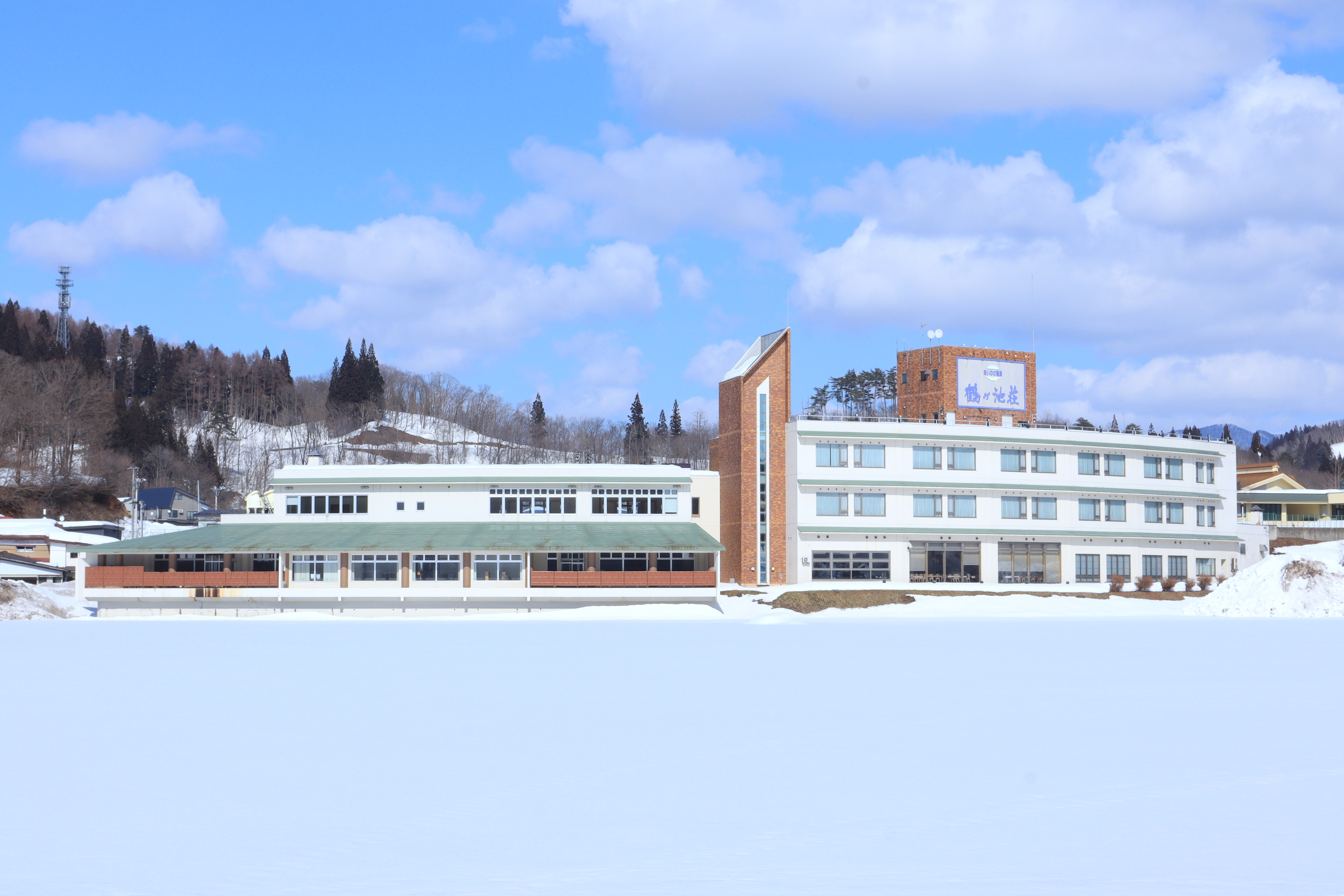
あいのの温泉 鶴ヶ池荘（休館中）
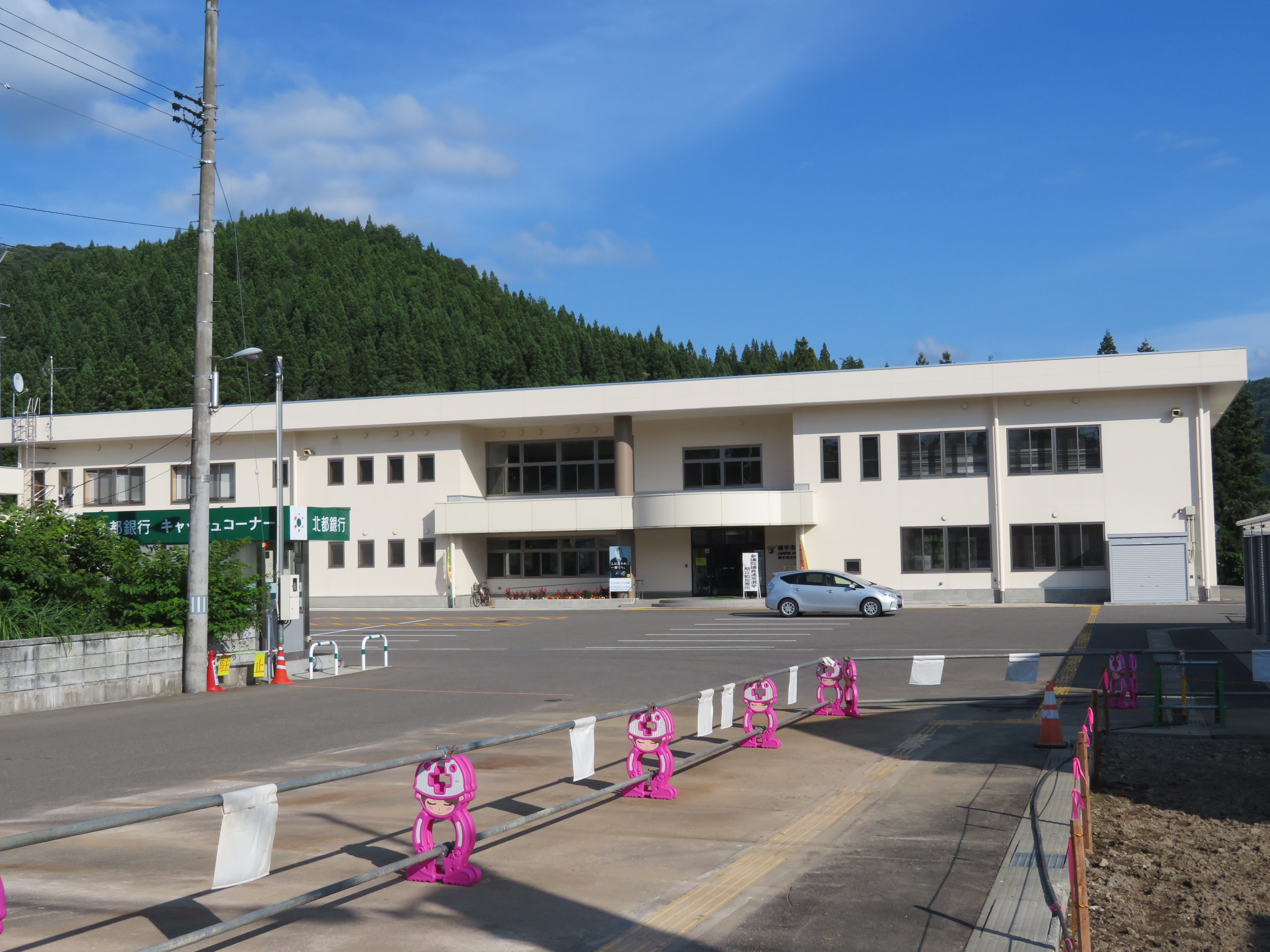
横手市役所山内庁舎
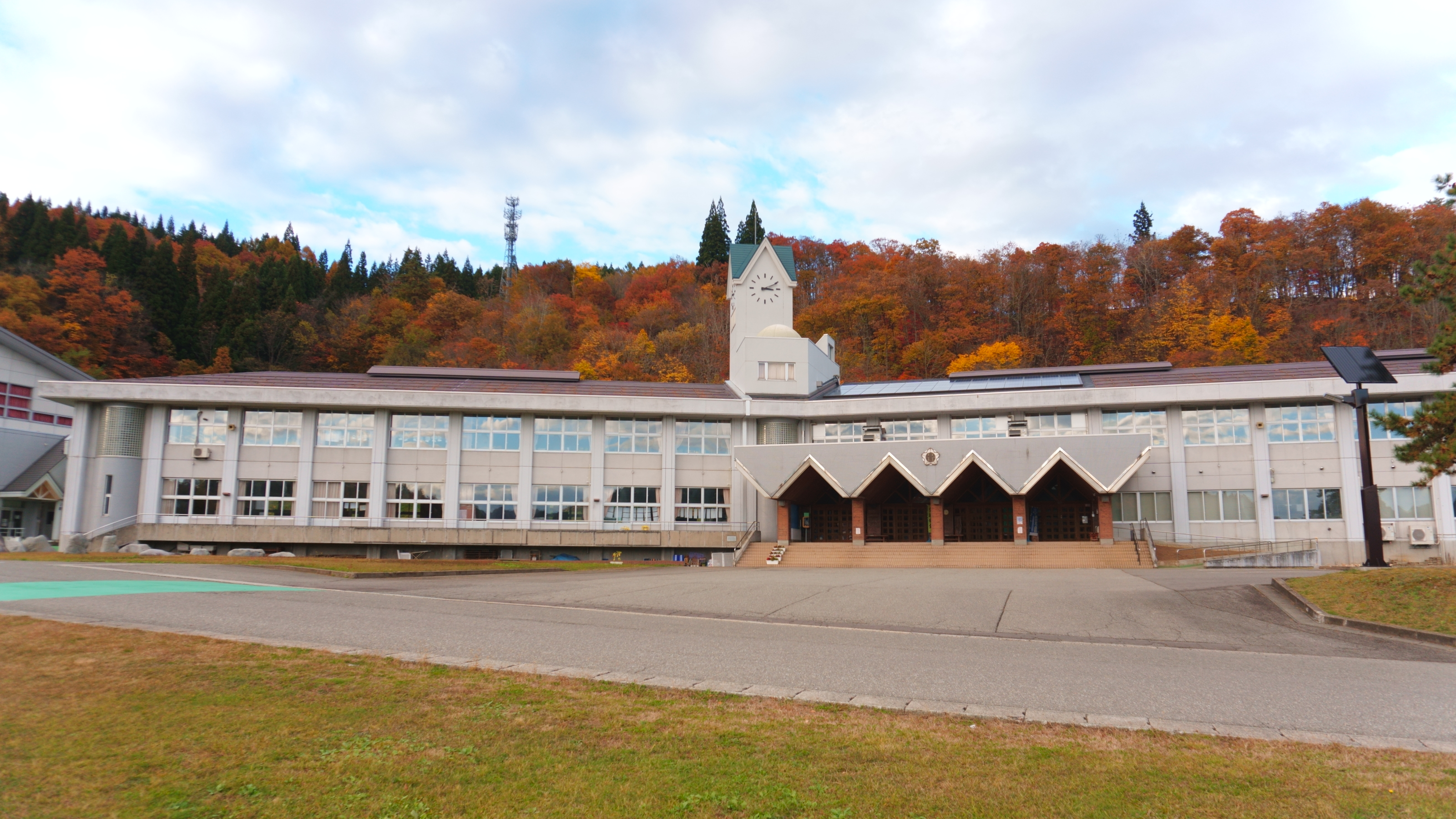
横手市立山内小学校
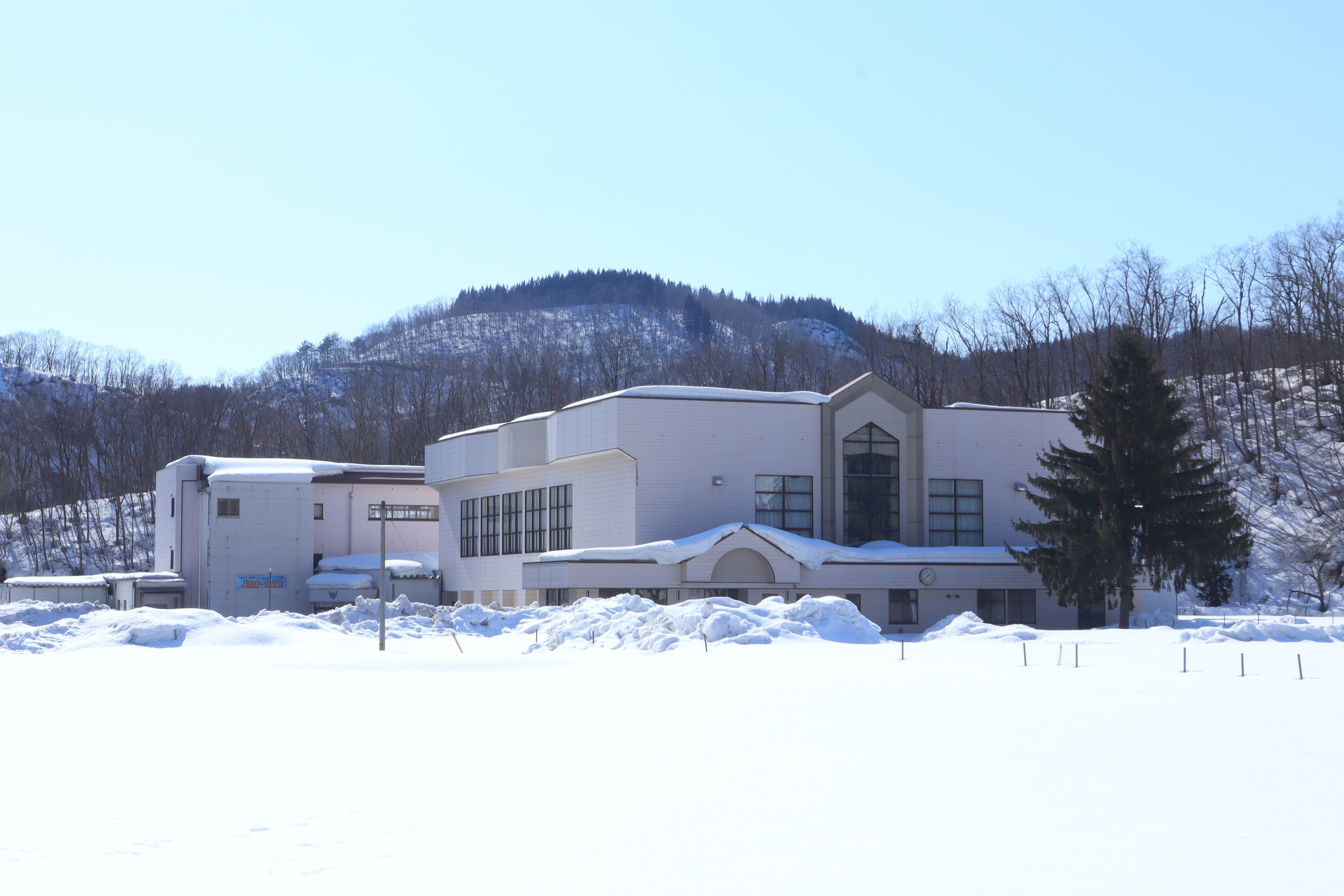
旧横手市立山内中学校